# Road Trip
Road Trip er en amerikansk ungdomskomediefilm fra 2000 skrevet af Todd Phillips og Scott Armstrong og instrueret af Todd Phillips. Filmen er baseret på oplevelser af Todd Phillips.

## Handling
Filmen begynder ved det fiktive Universitet i Ithaca, hvor Barry (Green) viser en uinteresseret gruppe rundt på stedet. Den ene spøger, om der ikke sker noget interessant ved universitetet. Berry begynder at fortælle dem en historie om sin ven, Josh Parker (Meyer), en universitetsstudent, der havde vært sin kæreste Tiffany (Blanchard) utro, der studerede ved det fiktive Universitet i Austin (baseret på Universitetet i Texas, Austin), og hvilke forviklinger han blev rodet ind i, og hvad han sammen med sine venner måtte gøre for at løse den vanskelige situation, der opstod.

## Rolleliste
| Skuespiller         | Rolle                |
| ------------------- | -------------------- |
| Breckin Meyer       | Josh Parker          |
| Seann William Scott | E.L.                 |
| Amy Smart           | Beth Wagner          |
| Fred Ward           | Earl Edwards         |
| Paulo Costanzo      | Rubin Carver         |
| DJ Qualls           | Kyle Edwards         |
| Tom Green           | Barry Manilow        |
| Rachel Blanchard    | Tiffany Henderson    |
| Anthony Rapp        | Jacob                |
| Andy Dick           | Motell-ansatt        |
| Ethan Suplee        | Ed                   |
| Rhoda Griffis       | Medlem af tur-gruppa |